# Francesco Chiappelli

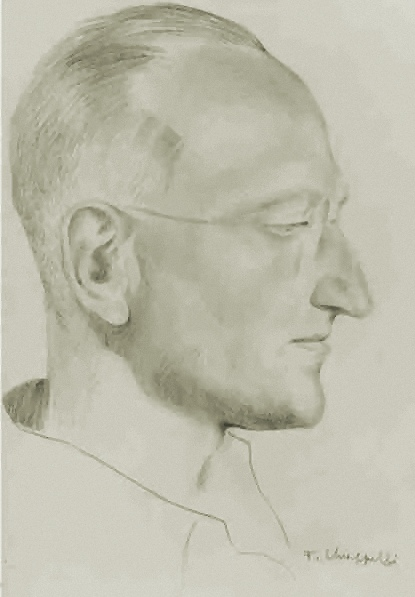
Ritratto di Giani Stuparich, acquaforte, 1936 circa

Francesco Chiappelli (Pistoia, 4 marzo 1890 – Firenze, 2 dicembre 1947) è stato un artista, incisore e pittore italiano.

## Biografia
Nasce a Pistoia in un'agiata famiglia di grandi tradizioni culturali. Segue gli studi classici e si diploma nel 1906 al Liceo Classico Niccolò Forteguerri, ma fin da bambino si rivela inclinato all'arte. Incoraggiato dal padre, entra nello studio di Raffaello Sorbi a Firenze, per seguire gli studi di pittura e disegno che frequenta per 2 anni. S'iscrive all'Istituto di Belle Arti di Firenze, dove si licenzia nell'anno scolastico 1912/13 per poi passare all'Accademia dove si diploma nel 1913. Inizialmente trova gli studi accademici poco interessanti, ma quando comincia a frequentare la Libera Scuola di Acquaforte diretta da Celestino Celestini e Ludovico Tommasi, nata proprio all'interno dell'accademia fiorentina, capisce di aver trovato la propria vocazione. Le opere della prima maniera del Chiappelli, lodate dal critico Ugo Ojetti, sono grandi lastre con uno stile volto al grandioso ed allo scenografico. In lastre come la tartana (1913), il ponte di ferro (1913), la stazione ferroviaria (1913), la Pieve di Montecuccoli (ante 1920) lo stile è legato alle arditezze tecniche di Frank Brangwyn con forti contrasti tra luci ed ombre, ma anche alla lezione del Fattori appresa dal Celestini, attraverso un segno mosso e ingarbugliato che definisce le forme. Nel 1914 espone l'acquaforte Certosa raffigurante la Certosa di Firenze alla I Esposizione di Bianco e Nero di Firenze e alla Biennale di Venezia: qui i richiami culturali guardano alla Germania, in special mondo all'opera L'isola dei morti di Arnold Böcklin.  La certosa è vista dal basso come una mole irraggiungibile, circondata da alti cipressi, quasi un'isola separata dallo spettatore e delimitata dalle acque del fiume sottostante. L'incisione verrà poi acquistata dal British Museum di Londra. Partecipa, come aviere all'ultimo anno della prima guerra mondiale. Nel 1920 si sposa con la figlia di un barone cecoslovacco, Maria Von Zdekauer e si stabilisce con lei a Firenze, continuano la propria attività d'artista. Comincia a riscuotere successi anche nella pittura: nel 1921 vince il secondo premio nel concorso dell'Opera di Soccorso per le chiese devastate dalla guerra, bandito a Venezia. Nel 1925 vince ex aequo il premio Pace per la pala d'altare destinata al Tempio della Pace in Roma con una grande tela raffigurante san Francesco. Nel 1931, anche a seguito di problemi finanziari dovuti alla crisi del 1929, decide di dedicarsi all'insegnamento e diviene titolare della cattedra di arti grafiche dell'Istituto d'Arte di Firenze. Prende parte a numerose esposizioni internazionali e partecipa alle biennali veneziane dal 1922 al 1938. Viene eletto nella Print Marker's Society di Los Angeles tra i 100 migliori acquafortisti del mondo e riceve il diploma di medaglia d'oro e d'argento all'Esposizione Internazionale di Parigi del 1937. Nel 1926 comincia ad incidere le famose Sguerguenze, serie di 31 stampe dedicate alle miserie umane, che continuerà ad arricchire per tutta la vita. Lo stile delle Sguerguenze è tipico della seconda maniera del Chiappelli: la violenza dei contrasti di bianco e del nero è abolita; è il segno che, nella sua certezza, prende il sopravvento e scandisce la narrazione delle opere. Nel 1931 soggiorna a Rodi, invitato dal governatore Mario Lago, con lo scopo di fissare alcuni paesaggi caratteristici dell'isola. Ne risultarono alcuni dipinti, molti disegni e una serie d'incisioni oggi introvabili. Di notevole interesse è la serie di 7 acqueforti per illustrare l'Aminta del Tasso, primo libro stampato dal tipografo Giovanni Mardersteig, a Verona, per L'associazione "Cento Amici del Libro" fondata a Milano nel 1939 da Tammaro De Marinis, Ugo Ojetti e Gilberta Serlupi Crescenzi. Durante la seconda guerra mondiale Chiappelli continua a vivere e lavorare a Firenze, anche durante i bombardamenti che colpiscono la stazione merci, prossima alla casa dell'artista. Nell'agosto 1944 è nominato commissario dell'Istituto d'Arte nel periodo di passaggio degli eserciti e due anni più tardi ne diventerà preside. Nello stesso periodo lo stato di salute dell'artista peggiora rapidamente senza che i medici riescano a porvi rimedio. Lavora fino all'ultimo ad una serie di incisioni sugli avvocati ma nell'autunno del 1947 le sue condizioni peggiorano ulteriormente: muore la mattina del 2 dicembre dello stesso anno, a soli 57 anni.